# Chiesa di Santa Barbara (Messina)
La chiesa di Santa Barbara è stata una chiesa di Messina. Assieme all'adiacente monastero di Santa Maria di Malfinò, le costruzioni erano in origine ubicate nella contrada di «San Mercurio», attuale via del Vespro.

## Storia

### Epoca tra il XII e il XIII secolo
La primitiva chiesa e l'annesso monastero di Santa Maria di Malfinò dell'Ordine basiliano furono fondati nel 1195 dal cavaliere messinese Leone Malfinò nella contrada di San Mercurio, regnante Enrico I di Sicilia.

### Epoca tra il XIII e il XV secolo
Al tempo dei Vespri siciliani la sede è documentata in un fabbricato della famiglia Chiaramonte. Il 5 settembre 1348 con bolla pontificia di Papa Clemente VI le pratiche di culto passarono dal rito greco a quello latino, l'organizzazione dei religiosi è amministrata secondo la Regola benedettina.
Da questo sito, i religiosi furono trasferiti nella contrada dei Carrai. Dal 1395c. le monache passarono in una chiesa intitolata a Santa Barbara, circostanza che diede nome al monastero, edificio ove dimorarono circa 180 anni.

### Epoca tra il XV e il XVIII secolo
Il 13 febbraio 1575 per breve apostolico di Papa Gregorio XIII fu autorizzato il trasferimento nella sede sulla salita del colle Tirone, nelle vicinanze dell'attuale chiesa del Carmine.
Nella nuova contrada si trattennero temporaneamente nel Palazzo La Rocca, oggi casa Spatafora dei principi di Mazzarrà utilizzando per il culto la chiesa di Santa Maria degli Angeli. La seconda chiesa intitolata a Santa Barbara sorse su progetto di Andrea Calamech in stile rinascimentale.

### Epoca tra il XVIII e il XIX secolo
Nel 1725 l'edificio fu oggetto di ristrutturazioni da parte di Giovanni Cirino, nello stesso periodo, fu dato incarico a Giuseppe Crestadoro di rifare gli affreschi realizzati da Letterio Paladino.
Lo stesso Paladino aveva dipinto il Martirio di Santa Barbara e la Natività, opere oggi custodite nel Museo regionale di Messina assieme al Transito di San Benedetto, opera di Giovanni Battista Quagliata al museo. È documentato un dipinto raffigurante Santa Maria di Malfinò, titolo derivante dal patrocinatore del primitivo monastero.

### Epoca contemporanea
La Chiesa e il monastero furono distrutte in seguito al terremoto di Messina del 1908, il portale originale di accesso al monastero fu ricollocato nell'ingresso laterale destro della chiesa di San Matteo della Gloria a Villa Lina, in via Monte Scuderi.
L'opera di fine '400 presenta forme medievali tipiche delle correnti stilistiche dell'epoca sveva ed aragonese, composto da una serie di esili colonnine che compongono due pilastri a fascio su cui regge l'arco ogivale, determinando vari livelli di strombature.
Nella lunetta, incorniciata da una tipica serie di archetti ciechi traforati, trova collocazioun altorilievo raffigurante del Padre Eterno benedicente. Sull'architrave sorretto da due mensoline sagomate, spicca un tondo centrale raffigurante San Benedetto in bassorilievo, intercalato tra le lettere componenti la data in caratteri romani MCCCCLXXXIX.

## Chiesa di Santa Barbara
Primitivo luogo di culto preesistente a quello edificato in epoca spagnola.

## Monastero di Santa Maria di Malfinò
Il Tabulario del monastero di Santa Maria di Malfinò poi Santa Barbara, monumentale raccolta documentale costituita da scritture pubbliche e private provenienti dai: Monastero di Santa Caterina di Valverde, monastero di San Giovanni Battista Prodromo dei Greci, monastero di Santa Maria di Bordonaro, monastero di Sant'Anna dell'Ordine benedettino, monastero di Santa Maria delle Moniali, convento di San Francesco e convento di San Domenico.